# Bombardementet af luftskibsbasen i Tønder
Bombardementet af luftskibsbasen i Tønder i det daværende tyske kejserrige udførtes den 19. juli 1918 om morgenen af syv Sopwith Camel enkeltsædede biplan jagerfly, hver lastet med to 22,7 kg bomber. Flyene afsendtes i 2 bølger fra det britiske hangarskib HMS Furious ca. 130 km nord for Tønder og 30 km vest for Lyngvig Fyr.
I den store Toska-hal udbrændte de brintfyldte luftskibe L 54 og L 60 og i Tobias-hallen brændte en lænkeballon.
Luftbasen kom aldrig siden i aktiv brug og hallerne blev nedrevet.

## Angrebet mod Højer 25. marts 1916
Den tidligere passagerfærge fra Isle of Man HMS Vindex, som Royal Navy havde overtaget 1915 og ombygget til flytransport, medbragte fra Harwich 3 Short Type 184 og 2 Sopwith Baby vandfly, som tidligt om morgenen den 25. marts 1916 sattes i vandet ud for Slesvig-Holstens kyst.
Målet var at opspore og bombardere en hangar, som formodentlig lå ved Højer.
De 5 fly blev imidlertid opdaget af det tyske luftforsvar, som havde jagerfly i luften.
Ved Højer var der ingen hangar, men på udturen havde et af flyene set en hangar, som flyet i stedet angreb.
Imidlertid kom bomberne ikke ud, på grund af en defekt i mekanismen, men det lykkedes at vende tilbage til Vindex og rapportere hvor hangaren lå.
Kun 2 ud af de 5 vandfly kom tilbage, hvorimod de øvrige 3 faldt i tyske hænder og forsvandt.

## Angrebet 4. maj 1916
HMS Vindex med forstærkning af HMS Engadine forsøgte 4. maj 1916 et nyt angreb mod Tønder med 11 Sopwith Baby vandfly, men kun 1 ud af 11 fly nåede frem til Tønder og smed 2 bomber á 29,5 kg, som ikke ramte.
8 af vandflyene kunne ikke lette, 1 ramte masten på en eskorterende krydser og 1 vendte om med motorproblemer.

Angrebet blev forstyrret af luftskib L 7, som i 1.200 m højde opdagede et af skibene og ændrede kurs mod hovedkonvojen, hvor det blev ramt og punkteret i flere gasceller af antiluftskyts fra krydserne HMS Phaeton og HMS Galatea. Det lykkedes for L 7 at komme tæt ind mod Horns Rev for at nødlande, men HMS Engadines følgeubåd HMS E31, som havde været neddykket, fulgte efter og skød L 7 i brand.
Det lykkedes at redde syv overlevende ombord på ubåden og tage dem med til England som krigsfanger, mens 11 øvrige, heriblandt de 2 officerer, omkom.

4 uger senere udkæmpedes søslaget ved Jylland og et nyt angreb nedprioriteres.

## Planlægning af nyt angreb
Den 21. august 1917 blev luftskib L 23 skudt ned ud for Stadil Fjord af et Sopwith Pup-fly, som var lettet fra krydseren HMS Yarmouth, der var udrustet med katapult og flydæk, som et primitivt hangarskib.
Den 240 meter lange slagkrydser HMS Furious ombyggedes til at have 2 flydæk og brugtes i foråret 1918 til rekognoscering ved Helgolandsbugten, da Royal Air Force-stabsofficeren Robert Clark-Hall og en af hans piloter, eskadrechef Richard Bell-Davies foreslog at angribe den Kaiserliche Marines luftskibsbaser, og fik kontreadmiral R.F. Phillimores godkendelse og admiral David Beattys tilladelse.
HMS Furious' ombordværende rekognosceringsfly Sopwith 1½ Strutters blev udskiftet med 8 kortererækkende Sopwith Camel jagerfly, hvorfor målet var klart, basen i Tønder.
Træning af 8 piloter foregik på flyvepladsen i Turnhouse, en forstad til Edinburgh, hvor konturerne af Tønders 3 luftskibshaller var markeret op.

## Angreb i maj 1918 opgives
Et angreb med kodenavn Operation F5 var planlagt sidst i maj 1918, men blev efter at Furious havde forladt havnen, opgivet (først i juni) på grund af muligheden for at være blevet opdaget af ubåde. For at give flyene en tilstrækkelig rækkevidde, ville det være kritisk at komme tæt på den danske kyst og sårbart at blive opdaget lang tid inden.

## Angrebet 29. juni 1918 afblæses
Et angreb med kodenavn Operation F6 planlagdes til 29. juni 1918, men inden sendtes den ene af piloterne major Moore væk med så kort varsel, at det ikke var muligt at indkalde og træne en ny.
Den 27. juni stævnede Furious ud fra Rosyth Dockyard i Firth of Forth-fjorden, eskorteret af en let krydsereskadre og 8 destroyere (senere 4) fra den 13. flotille. Den 29. juni var skibene nået til udflyvningsstedet i Horns Rev-området, men blev opdaget af rekognoscerings-vandflyvere fra List på Sild, som angreb med bomber. Ved angrebet gik et af de tyske fly tabt, men besætningen blev reddet og kom i engelsk krigsfangeskab.
Da overraskelsesmomentet var borte og vinden blæste med vindstyrke 6 afblæstes operationen.

## Angrebet 19. juli 1918
Et nyt angreb med kodenavnet Operation F7 forsøgtes igen, hvor Furious stævnede ud 17. juli eskorteret af 17 skibe, deriblandt slagkrydseren HMS Resolution med speciel ammunition mod luftskibe.
Næste morgen kl. 3 var man klar til afsendelse, men et tordenvejr gjorde, at man valgte at udsætte angrebet med et døgn, selvom eskadren af lette krydsere sejlede væk.

Den 19. juli mellem kl. 03.13 og 03.21 sendtes 'kamelerne' afsted 30 km vest for Lyngvig Fyr. Angrebet foregik i 2 bølger med 15-20 minutters mellemrum:
1. Første bølge piloter var kaptajn W.D. Jackson, kaptajn W.F. Dickson og løjtnant N.E. Williams.
2. Anden bølge piloter var kaptajn B.A. Smart, løjtnant S. Dawson, løjtnant W.A. Yeulett (yngste på kun 19 år) og kaptajn T.K. Thyne. Sidstnævnte var nødt til at vende om med motorproblemer uden at nå målet og gik ned på havet, hvor han samledes op af en destroyer, der kom til at sejle over flyet og ødelægge det.

Da den første bølge fly ankom kl. 4.35 til Tønder, havde basen i virkeligheden længe været stort set forsvarsløs, uden nogen af de 5 stk. Albatros D.III jagerfly tilbage, som basen var blevet udstyret med til luftforsvar. Dickson smed i 700 fods højde den første bombe, som ved en fejl ramte markedspladsen i Tønder.
Imens fokuserede de andre 2 fly på den store dobbelthal Toska, hvor 3 bomber ramte hallen og antændte gassen i L 54 og L 60, som helt ødelagdes ved branden, men uden at eksplodere og ødelægge hallen.
En bombe fra første bølge ramte hallen Tobias, hvor den beskadigede en lænkeballon.
Den anden bølge fly fokuserede på hallerne Tony og Tobias, hvor lænkeballonen sattes i brand, og desuden blev en togvogn fyldt med brintflasker nær ramt. Flyene blev straks beskudt af flak og rifler, men der skete vist ikke anden skade, end at et fly fra anden bølge, fik et landingshjul skudt af.
Tyskerne slap med kun 4 sårede og begrænset skade på selve bygningerne.
Piloterne Dickson, Smart og Yeulett fløj tilbage over Nordsøen for at finde de britiske skibe.
Dickson gik ned kl. 05.55 og Smart med lidt motorproblemer kl. 06.30.
Yeulett hørte man ikke fra igen og han formodedes druknet, da man antog han var gået ned for tidligt og løbet tør for brændstof.
Kl. 07 afgik formationen af skibe med kurs hjemad.

Den 24. juli drev Yeuletts fly ind på stranden nær Havrvig på Holmsland Klit og vistnok 28. eller 30. juli  fandtes hans lig i Chr. O. Christensens strandlen, Årgab, lidt nordligere. Hovedet var blodigt som af overfladiske læsioner i strandkanten og næsebenet var knust, ellers ingen tegn på vold. Han blev 4. august begravet på kirkegården i Haurvig.

Den 24. juli 1918 besøgte kong George 5. admiral Beatty og det mystiske hangarskib Furious, hvor han dekorerede piloterne Dickson og Smart med DSO-ordenen, sidstnævnte med en ekstra bjælke, da han allerede havde ordenen i forvejen.

## Flugten gennem Danmark
Piloterne Williams, Jackson og Dawson styrede deres fly mod Danmark og landede der, fordi de mente, at de ikke havde brændstof nok til at nå den britiske eskadre. De førtes alle 3 samme dag til det britiske konsulat i Esbjerg.
- W.D. Jackson landede på en mark vest for Guldager og satte sit fly i brand. Under internering i Århus flygtede han sammen med Williams gennem Sverige og Norge, så de var tilbage i Edinburgh 13. august. [11]
- Norman Edmundson Williams landede ved Høje Knolde på Skallingen og forsøgte også at sætte ild i sit fly, men enten kunne eller nåede han det ikke inden politiets ankomst.
- Newzealænderen Samuel Dawson landede på Holmsland Klit. Han iklædtes civilt tøj og flygtede fra Palads Hotel i Esbjerg på cykel gennem Danmark, Sverige og Norge.

Medaljen Distinguished Flying Cross tildeltes i september 1918 Jackson og Williams af kong Georg 5., og til Yeulett posthumt.
Medaljen tildeltes i december 1918 også Dawson for hans fine arbejde ved angrebet, skænket af kongen ved besøg på Buckingham Palace.